# Connor Pain
Connor Thomas Pain (Hong Kong, 11 novembre 1993) è un calciatore australiano con cittadinanza inglese, attaccante dell'Al-Bukayriyah.

## Carriera
Dopo aver debuttato nel calcio professionistico nella massima serie calcistica australiana con Melbourne Victory, C.C. Mariners e Western Utd, l'8 luglio 2023 si trasferisce in Arabia Saudita all'Al-Orobah.

## Palmarès

### Club
- Campionato australiano: 2

Melbourne Victory: 2014-2015
Western United: 2021-2022